# Aletris farinosa
La Aletris farinosa es una especie de planta de flores perteneciente a la  familia Nartheciaceae. Se la denomina "farinosa" por la sustancia blanca que recubre toda la planta. Es originaria de Norteamérica.

## Características
Hierba originaria de EE. UU. con raíz tuberosa, cilíndrica y horizontal, tiene sabor amargo. No tiene tallo y las hojas radicales, herbáceas tienen 6 cm de longitud y 0.5-1 cm de ancho, son coriáceas, de color verde pálido, enteras, lanceoladas, sésiles y agudas con prominentes nervaciones paralelas. El tallo floral es erecto, redondo y aparece en mayo-agosto, alcanza 1 m de altura que crece del centro de la agrupación de hojas. Las flores son acampanadas y se sitúan en racimos terminales. Tiene pedúnculos cortos con pequeñas brácteas en la base. El fruto es una cápsula seca con numerosas semillas en interior.

## Distribución y hábitat
Crece en las regiones húmedas y pantanosas de América del Norte, desde Florida y Luisiana hasta Ontario.

## Propiedades
- Por su principio amargo se emplea como estimulador del apetito.
- También usada contra las flatulencias y mala digestión.
- En dosis elevadas tienen propiedades laxantes.[1]

Principios activos: Contiene saponinas: diosgenina (sapogenina esteroidea precursora de la cortisona y la progesterona).
Indicaciones: Aperitivo, eupéptico, sedante uterino, diurético y antirreumático. Emético, vermífugo. En dosis altas es laxante, purgante y algo narcótico. Se ha usado en casos de flatulencia y dolores cólicos por digestión deficiente. Se usa el rizoma y la raíz.

## Taxonomía
Aletris farinosa fue descrita por Carolus Linnaeus y publicado en Species Plantarum 1: 319. 1753.
Sinonimia
- Aletris alba Michx.
- Aletris lucida Raf.[3]

## Denominación vulgar
Castellano: aletris.